# Arturo Armato
Arturo Armato (Marsala, 1º gennaio 1887 – Marsala, 11 febbraio 1965) è stato un politico italiano.

## Biografia
Prima di fare il suo ingresso in politica esercita la professione di avvocato penalista. Il suo primo impegno politico risulta essere quello di dirigente del settimanale di Marsala "La nuova età", appartenente al Partito Radicale, appartenente all'area politica di Centro-sinistra. Nel 1920 e nell'anno seguente, dopo essere stato eletto Consigliere comunale di Marsala, diventa (nella lista radicale socialista) Consigliere Provinciale di Trapani, mentre nel 1945 entra a far parte della Giunta Provinciale Amministrativa. Il 2 giugno 1948 Il 2-6-1948 è candidato politico della Democrazia del Lavoro per la Sicilia occidentale nella lista della Unione Democratica Nazionale: Democrazia del Lavoro, Partito Liberale e Partito della Ricostruzione. Ottiene 7.580 voti di preferenza.
Dopo la scissione socialista di Palazzo Barberini, con un nutrito gruppo di Democratici del Lavoro aderisce al Partito Socialista Lavoratori Italiani (poi diventato PSDI). 
Eletto senatore nel 1948 nel collegio elettorale di Trapani-Marsala con 12.844 voti. Membro dal 16 giugno 1948 al 17 luglio 1952 della 5ª Commissione permanente (Finanze e tesoro). Il 21 gennaio 1953 fino al 24 giugno dello stesso anno è membro della 1ª Commissione permanente (Affari della Presidenza del Consiglio e dell'Interno).
Il 7 giugno 1953 è candidato alle elezioni politiche: nel collegio senatoriale Alcamo-Castelvetrano riporta 1.627 voti, in quello di Trapani-Marsala 6.204, ma la lista non raggiunge il quoziente necessario per far scattare il suo seggio.
Non si candida alle successive elezioni, anche se continua a dedicare parte del suo tempo alla attività politica. Muore nel febbraio del 1965 all'età di 78 anni.